# جیمز بیکن (نویسنده)
جیمز بیکن (انگلیسی: James Bacon؛ ۱۲ مهٔ ۱۹۱۴ – ۱۸ سپتامبر ۲۰۱۰) یک هنرپیشه، فیلم‌نامه‌نویس، و تهیه‌کننده اهل ایالات متحده آمریکا بود.